# 651

651(육백오십일)은 650보다 크고 652보다 작은 자연수다.

## 수학
- 합성수로, 그 약수는 1, 3, 7, 21, 31, 93, 217, 651이다. 진약수의 합은 373이므로, 651은 부족수다.
- 84번째 쐐기수다. 앞의 쐐기수는 646, 다음 쐐기수는 654다.
  - 24번째 홀수 쐐기수다. 앞의 홀수 쐐기수는 645, 다음은 663이다.
- 21번째 오각수다. 앞의 오각수는 590, 다음 오각수는 715다.
- {\displaystyle 92^{2}-1}은 651로 나누어떨어진다.

## 과학
- NGC 651: 작은아령성운의 NGC 천체 번호.

## 교통

### 철도
- 동일본 여객철도 651계 전동차

### 도로
- 고속도로
  - 유럽 고속도로 651호선: 오스트리아 알텐마르크 임폰가우(영어판)에서 리젠(영어판)까지 이어지는 유럽 고속도로.
- 기타 도로
  - 651번 지방도: 충청남도 부여군 부여읍 석목리에서 공주시 신관동까지 이어지는 대한민국의 지방도.
  - 현도 제651호선

## 군사
- U-651(영어판, 독일어판): 제2차 세계 대전에 사용된 나치 독일의 군용 잠수함.

## 문화유산
- 대한민국의 보물 제651호: 연안이씨 종중 문적

## 기타
- 연도: 651년, 기원전 651년